# Алиби
А́либи (от лат. alibi — где-либо в другом месте) — юридический термин, применяемый в уголовно-процессуальном праве, понимаемый как наличие объективных обстоятельств, свидетельствующих о непричастности обвиняемого или подозреваемого к инкриминируемому преступлению в силу того, что во время, когда совершалось инкриминируемое ему преступление, он не мог находиться на месте совершения преступления, так как находился в ином месте или мог иметь контакт с лицами или предметами, относящимися к преступлению, при других обстоятельствах.
Согласно положениям презумпции невиновности, если стороной защиты заявлен довод о наличии алиби, то обязанность по сбору доказательств, подтверждающих или опровергающих алиби, лежит на стороне обвинения. Однако в отдельных источниках прямо указано, что доказательство алиби лежит на обвиняемом.
Довод защиты, основанный на алиби обвиняемого, может считаться опровергнутым, только если суду были представлены твердые доказательства того, что в момент преступления обвиняемый действительно находился на месте инкриминируемого преступления.
Иногда также выделяется субъективное алиби, под которым понимается невозможность совершения преступления в связи с особенностями личности обвиняемого, особенностями личности потерпевшего, спецификой инкриминируемого преступления и т. д. Однако в строгом толковании термина называть подобные обстоятельства «алиби» — некорректно.

## Агентство алиби
Алиби-агентства, также называемые алиби-сети — коммерческие организации, которые за плату фабрикуют уважительные объяснения отсутствия клиента в определённом месте в определённое время и предоставляют подтверждающие эти объяснения доказательства. Услуги агентств алиби могут быть востребованы, например, для сокрытия внебрачной связи, супружеской измены, объяснения отсутствия на работе, семейном или корпоративном мероприятии и так далее. По сути, агентствам алиби платят за то, что они помогают клиентам лгать своим родственникам, знакомым, партнёрам, нанимателям. Созданные в 1990-х годах в Японии, такие службы появились в Европе в 2004 году, где были осуждены католической церковью в Германии как аморальные. Агентства являются предметом фильма 2006 года «Алиби».

## Официальное толкование
Правовые акты РФ
Ст.5 Уголовно-процессуального кодекса РФ от 18.12.2001 № 174-ФЗ.

## В произведениях культуры
- В сериале «Место встречи изменить нельзя» капитан Жеглов начинает подозревать Груздева в убийстве супруги соотнеся показания сестры убитой, что она звонила ей около 19 часов и «у неё был важный разговор» и соседа Липатникова, что он встретил Груздева на лестнице, когда по радио закончилась трансляция футбольного матча («заиграла музыка»). Уточнив у заядлого футбольного болельщика фотографа-криминалиста Гриши Ушивина «какой вчера был матч», и получив ответ: ЦДКА — «Динамо» Жеглов рассчитал время его окончания как раз около 19 часов. Груздев же заявил алиби, что Липатникова он встретил не в 19, а в 16 часов. Спустя некоторое время, когда в деле начало накапливаться много нестыковок Шарапов решил проверить алиби Груздева, запросил в Радиокомитете справку из которой следовало, что в тот день был ещё один матч «Спартак»-«Зенит», который закончился как раз около 16:00 чем доказал невиновность Груздева.
- В сериале «Семнадцать мгновений весны» Мюллер, обнаружив идентичность отпечатков пальцев Штирлица на стакане и на чемодане радистки Кэт и услышав от Штирлица заявление, что чемодан у него оказался в руках совершенно случайно и только один раз предлагает подтвердить свое алиби. Для этого Штирлиц просит вызвать постовых, которые охраняли порядок возле разбомбленного дома, где жила Кэт, мимо которого Штирлиц проехал потому, что «другие дороги перкрыты» и где он остановился и помог какой-то незнакомой женщине оттащить от огня коляску и чемодан. В ходе опознания один из постовых подтвердил алиби Штирлица.
- В фильме «Берегись автомобиля» следователь Максим Подберезовиков перекрестно проверяет алиби Юрия Деточкина и выясняет, что дома он объясняет свое отсутствие служебной командировкой, а на работе — болезнью «многочисленных родственников по всему Советскому Союзу». Соотнеся это с историей покупки Деточкиным сигарет «Друг» и травмой его ноги — изобличает его.